# جاك روان
جاك روان (بالإنجليزية: Jack Rowan)‏ (1887 - 1959) هو ملاكم أمريكي، صنّف ضمن فئة الوزن المتوسط.

## إحصائيات
خاض خلال مسيرته 37 نزالا، فاز في 19 وتعادل في 2 وخسر في 14. فاز بالضربة القاضية في 13 نزالا.

## روابط خارجية
- جاك روان على موقع بوكس ريك (الإنجليزية) (registration required)